# Bacia sedimentar do Parnaíba
A Bacia do Parnaíba é uma bacia sedimentar intracratônica brasileira, localizada na região nordeste ocidental. Ocupando uma área de 665.888 km2, distribui-se pelos estados do Piauí, Maranhão, Pará, Tocantins, Bahia e Ceará. A bacia apresenta forma elíptica, tendo o eixo maior com orientação NE–SO e comprimento de aproximadamente 1.000 km. Em seu depocentro, a espessura da coluna sedimentar atinge cerca de 3.500 m.
Ela também pode ser definida como Província Sedimentar do Meio-Norte, que anteriormente era considerada como unidade tectônica única. No entanto, devido a sua evolução policíclica a província foi dividida em quatro bacias diferentes (Bacia do Parnaíba, Bacia Alpercatas, Bacia Grajaú e Bacia Espigão Mestre) com gêneses e idades distintas
Essa província é limitada ao Norte pelas bacias de São Luís e Barreirinhas, das quais é separada pelo Arco de Ferrer–Urbano Santos; a Noroeste pela Fossa de Marajó, da qual é separada pelo Arco de Tocantins; e a Sul e Sudeste por extensões de coberturas de idade pré-cambriana, correlatas à faixa de dobramento Brasília, chamadas “Bacia de São Francisco” e “Bacia dos Lençóis”.
A coluna sedimentar da bacia é composta por três Grupos Geológicos e pode ser dividida em cinco sequências deposicionais.
A Bacia do Parnaíba apresenta amplo histórico de esforços exploratórios para hidrocarbonetos, que resultaram na descoberta de campos de gás natural, além disso, também apresenta registro paleontológico bastante rico e diversificado, tendo sido objeto de estudos desde o século 19.

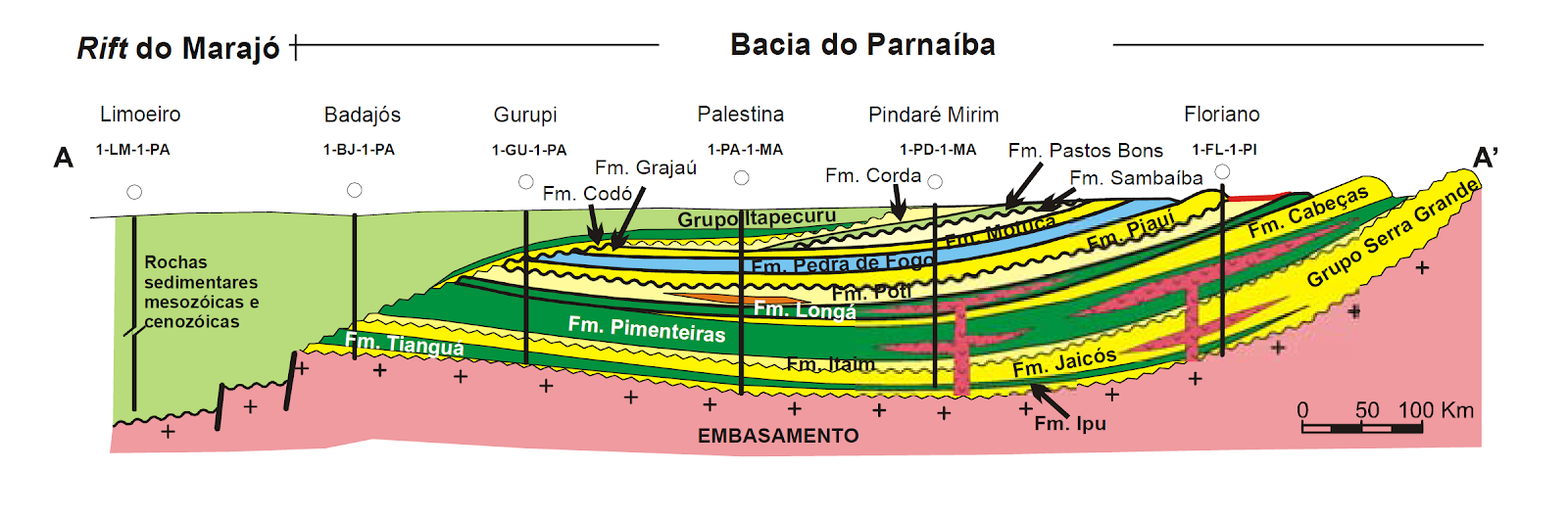
Seção longitudinal da bacia do parnaíba.

## Contexto Geotectônico

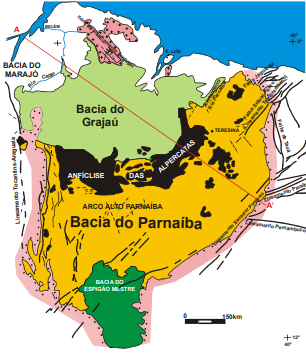
Mapa de localização da Bacia do Parnaíba, com destaque para as subdivisões (Parnaíba, Grajaú, Espigão-Mestre e Marajó), o Arco Alto Paranaíba e a Anfíclise das Alpercatas.

A bacia é classificada como intracratônica, tendo cerca de 2.500 m de sedimentos e 500 m de rochas básicas na forma de soleiras e derrames. Pela datação dos sedimentos mais antigos, verifica-se início de deposição após o ciclo orogênico Brasiliano-Panafricano, no fim do Ordoviciano. Tal período coincide com a origem do último supercontinente formado no planeta, a Pangeia. Por meio de sondagens e interpretações sísmicas e gravimétricas, foi identificada a presença de rifts com direção norte-sul e possível idade cambriano-ordoviciana, interpretados como precursores da formação da bacia. Reativações de alinhamentos brasilianos E-W e NE-SW influenciaram no início da sedimentação da bacia. As demais bacias intracratônicas brasileiras, Solimões, Amazonas e Paraná também têm origens correlacionadas.
Durante a Era Paleozóica, a bacia do Parnaíba fez parte da bacia africana Taoudeni ocupando uma porção da região nordestina. A erosão durante e após a ruptura do continente Gondwana, no Cretáceo, reduziu suas dimensões originais com o recuo das escarpas. Formações correlacionáveis às da bacia do Parnaíba são encontradas nas bacias do Jatobá, Amazonas e Solimões, no Brasil, assim como na República de Gana e outros países do norte da África. O relevo inicial sobre o qual foram depositados os sedimentos paleozoicos era dinâmico. Após um amplo rebaixamento do nível do mar em função das orogenias que consolidavam o continente Pangeia, o novo ciclo sedimentar formado pelo Grupo Balsas foi depositado em condições climáticas quentes e semiáridas. O clima seco durante a deposição pode ser atribuído à migração da porção norte do continente Gondwana ocidental para baixas latitudes, onde predominava a evaporação, e à limitada pluviosidade no interior do vasto continente Pangeia.
O Grupo Mearim, posterior ao Grupo Balsas, é o mais controverso, pois mostra resquícios tanto da fragmentação Pangeia quanto do Gondwana. Em três intervalos diferentes de tempo ocorreram falhamentos, soleiras de diabásio e derrames de basalto intercalados com os sedimentos do grupo. A região com maior atividade ígnea foi indicada no mapa como anficlise, que significa que essa é a porção da bacia que recebeu o volume mais significativo de produtos vulcânicos e subvulcânicos. A atividade magmática na na bacia do Parnaíba persistiu muito mais do que nas outras bacias paleozóicas brasileiras, ocorrendo em três estágios. O primeiro estaria relacionado à abertura do Atlântico Norte, o segundo do Atlântico Equatorial, e o terceiro do Atlântico Sul.
No Cretáceo, a subsidência termomecânica nas porções noroeste e norte da bacia e a elevação do nível do mar causaram deposição das formações Codó/Grajaú, no Aptiano, e do Grupo Itapecuru, no Albiano e Cenomaniano. Já a sedimentação ao sul do arco, na bacia Espigão-Mestre, foi de caráter continental. Enquanto no norte, noroeste e sul da bacia do Parnaíba ocorria sedimentação, a sua parte central era arqueada, formando o Alto Parnaíba. Durante o restante do Cenozóico a bacia foi alvo de erosão generalizada e sedimentação localizada ao longo de rios e em lagos. A presença de falhas cortando as seções mais novas indica muita atividade neotectônica possivelmente relacionada com a migração da placa sulamericana para noroeste sobre um manto termalmente não muito uniforme.
Na Era Cenozóica houve soerguimento por isostasia nas porções leste e norte da costa brasileira, com erosão dos sedimentos paleozoicos, até expor parcialmente o embasamento nas regiões do nordeste e do Marajó. O deslocamento lateral do continente africano em relação ao sulamericano, na margem norte brasileira, ocasionou esforços transpressivos e transtensivos mesozóicos que ocasionaram soerguimentos e subsidência localizados, bem como falhamentos normais e reversos, e dobras na seção paleozóica no setor norte da bacia.

## Estratigrafia

### Litoestratigrafia

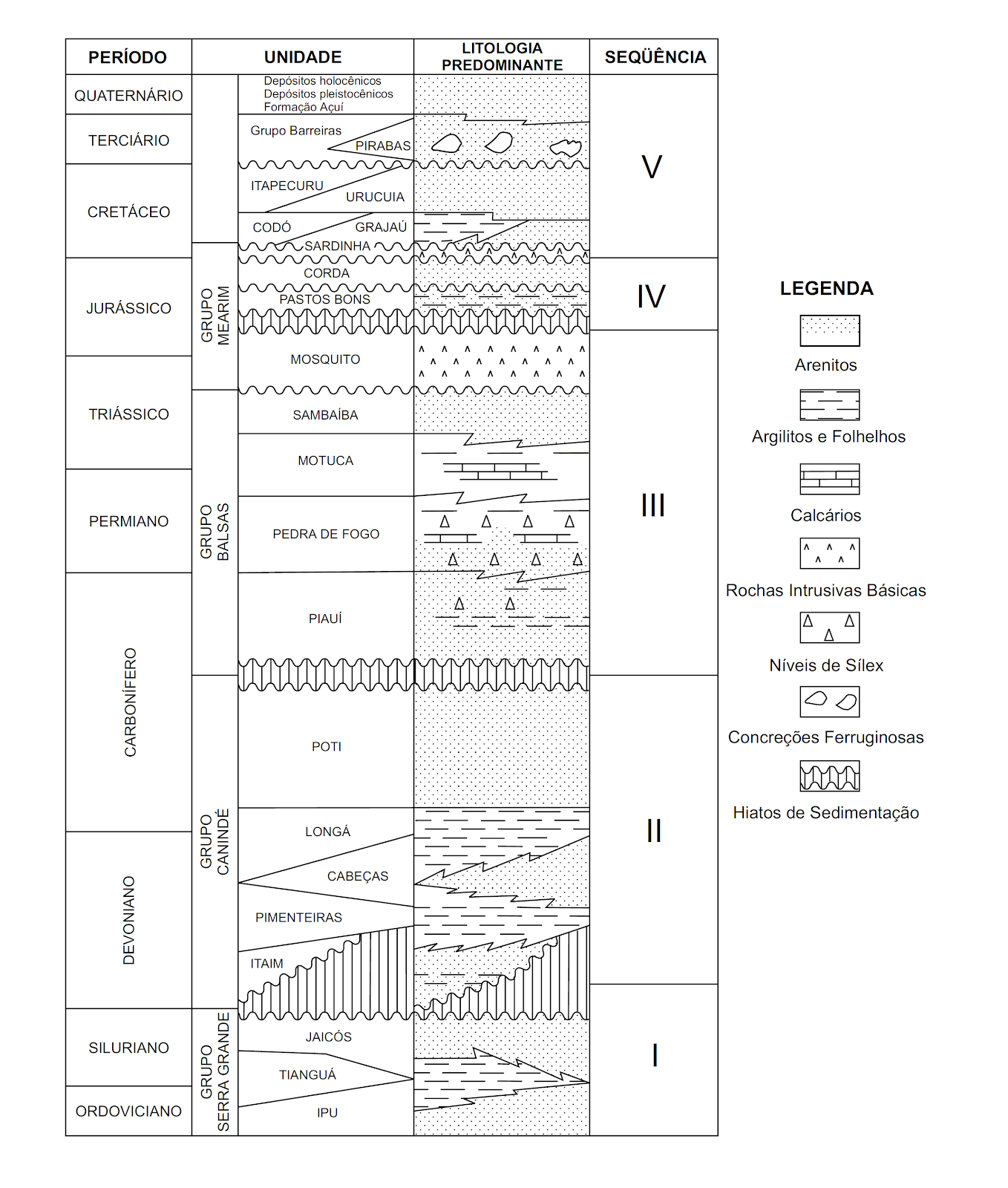
Coluna Estratigráfica Geral da Bacia do Parnaíba.

A Bacia do Parnaíba é dividida em três grupos, sendo eles: Grupo Serra Grande, de idade siluriana; Grupo Canindé, de idade devoniano-carbonífera; e Grupo Balsas, de idade carbonífero-triássica[1]. Além desses grupos, alguns autores incluem na evolução estratigráfica da bacia os derrames vulcânicos e as intrusões magmáticas do Grupo Mearim.
O Grupo Serra Grande compreende as Formações Ipu, Tianguá e Jaicós. Ele aflora apenas nas partes leste e sudeste da bacia, sendo recoberto discordantemente pela Fm. Itapecuru a noroeste e pelo Grupo Canindé nos demais locais.
Sendo a seção basal do grupo, a Formação Ipu não apresenta grandes variações de espessura em pequenas distâncias, indicando deposição em relevo relativamente movimentado. Ela é composta por espessos pacotes de arenitos de espessura variável, com grãos finos a médios de coloração branca a rósea e com presença de estratificações cruzadas, sobrepostos por conglomerados e arenitos conglomeráticos com características glaciais e flúvio-glaciais.
A Formação Tianguá é composta de folhelhos, siltitos cinzas e arenitos cinza-esbranquiçados intercalados. Em muitas partes, a unidade afina antes de chegar às atuais bordas, com exceção da região nordeste da bacia.
A unidade superior do grupo é a Formação Jaicós, do período Siluriano, composta de arenitos e conglomerados cinza esbranquiçados com alterações para cores amareladas.
O Grupo Canindé é composto pelas formações Itaim (arenitos), Pimenteira (folhelhos e arenitos), Cabeças (arenitos e diamictitos), Longá (folhelhos cinza) e Poti (arenitos e, subordinadamente, folhelhos cinza e diamictitos). Importante notar que a Formação Poti é discordante sobre a Formação Longá.
Os diamictitos das formações Cabeças e Poti são de origem glacial, portanto podem ser chamados de tilitos. Na Fm. Poti os sinais glaciais tornaram-se mais amenos em direção ao topo da seção. Além disso, a glaciação fameniana é bem evidenciada na formação Cabeças, ocorrendo matacões do embasamento, alguns seixos estriados, polidos e facetados, pavimentos estriados e varvitos, alguns dos quais com seixos pingados.
O Grupo Balsas foi depositado em condições climáticas quentes e semiáridas, e em diferente geometria de bacia. É, constituído pelas formações Piauí (arenitos e, subordinadamente, calcários), Pedra de Fogo (siltitos, folhelhos, arenitos, calcários e evaporitos intercalados), Motuca (siltitos, folhelho, arenitos e evaporitos) e Sambaíba (arenitos eólicos). Além disso, mostra condições áridas com incursões marinhas (ciclotemas evaporíticos). As formações deste grupo recobriram as unidades mais antigas na margem oeste da bacia, depositando parte da Formação Pedra de Fogo sobre o embasamento.
O Grupo Mearim, de idade jurássico-cretácea, está relacionado com falhamentos, soleiras de diabásio e derrames de basalto intercalados com sedimentos. O pacote basal do grupo é a Formação Mosquito, com cinco membros. Da base para o topo: Basalto Inferior, Membro Macapá, Basalto Médio, Membro Tingui e Basalto Superior. Acima seguem as formações Pastos Bons (folhelho e arenito), Corda (arenito) e Sardinha (basalto).
No Cretáceo, a subsidência termomecânica nas porções noroeste e norte da bacia e a elevação do nível do mar causaram deposição das formações Codó/Grajaú, no Aptiano, e do Grupo Itapecuru, no restante do Cretáceo e parte do Terciário. A Formação Codó apresenta condições inicialmente lacustres e depois marinhas com seções altamente anóxicas em clima semi-árido (folhelhos ricos em matéria orgânica e evaporitos) e a Formação Grajaú indica a presença de rios e deltas às margens da bacia Codó. O Grupo Itapecuru é subdividido em duas unidades, a sequência basal, unidade indiferenciada (Eoalbiano/Neo- Albiano) constituída por aproximadamente 600-800 metros de argilitos e arenitos, e a Formação Alcântara (Neo-Albiano/Cenomaniano).
No fim do Cretáceo e início do Terciário foi depositada a Formação Cujupe, que ocorrem na borda norte da bacia de São Luís. Os sedimentos cretáceos foram depositados sob condições quentes e úmidas. Estas sequências incluem depósitos aluviais a marinho-transicionais situados na bacia do Grajaú. Enquanto no norte e noroeste e no sul da bacia do Parnaíba ocorria sedimentação, a sua parte central era arqueada, formando o Alto Parnaíba. A sedimentação ao sul do arco (bacia Espigão-Mestre, diferenciada da bacia Sanfranciscana) foi de caráter continental, constituída pelas formações clásticas, Areado e Urucuia. Durante o restante do Cenozóico a bacia foi alvo de erosão generalizada e sedimentação localizada ao longo de rios e em lagos, como as Camadas Nova Iorque (folhelho e siltito cinza-escuros), depositadas no Plioceno. Nas regiões costeiras depositou-se a Formação Pirabas (calcários e folhelhos) no Mioceno e o Grupo Barreiras (camadas vermelhas) no Plio-Pleistoceno.

### Estratigrafia de Sequências

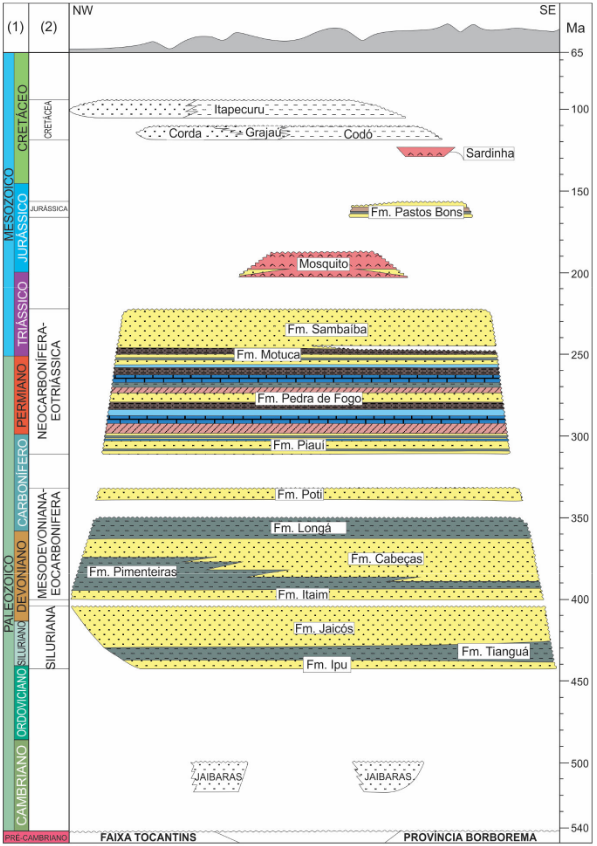
Carta Estratigráfica da Bacia do Parnaíba.

A coluna sedimentar da bacia pode ser dividida em cinco sequências deposicionais, denominadas de sequências siluriana, devoniano-carbonífera, carbonífero-triássica, jurássica e cretácea, separadas por discordâncias regionais e correlacionáveis a eventos tectônicos de natureza global.
As três primeiras seqüências podem ser entendidas como grandes estruturas de sinéclises, onde ocorre deposição estável em vasta área da plataforma continental, que foram limitadas por grandes orogenias (Caledoniana, Eo-herciniana e Allegheniana respectivamente). Elas também possuem gênese relacionadas às flutuações dos elevados níveis marinhos do Paleozóico.
As transgressões provieram do oceano adjacente à margem ativa do sudoeste do Gondwana e de bacias do norte atual da África, inundadas pelo Oceano Tethys. As regressões
e discordâncias erosivas teriam contribuições também de ascensões epirogênicas, em resposta às orogêneses ocorridas na borda ativa do Gondwana adjacente à plataforma.
A forma ou configuração do registro sedimentar teve contribuição também da subsidência causada por estiramento litosférico, sobrecarga representada pelos depósitos que nelas se acumulavam e outros processos da dinâmica continental.
A sequência siluriana representa um cíclo transgressivo-regressivo completo e corresponde litoestratigraficamente ao Grupo Serra Grande.
A Formação Ipu pode ser associada a um sistema de leques aluviais escarpados gradando para fluvial entrelaçado e contendo depósitos glaciais no topo.
Na Formação Tinguá, a deposição se deu num ambiente de plataforma rasa, e seus contatos com as camadas adjacentes são concordantes. Ela representa a superfície de inundação máxima da sequência.
A Formação Jaicós representa o intervalo regressivo dessa seqüência, cujas fácies indicam deposição por sistemas fluviais entrelaçados, deltaicos e plataformais, em ambientes continental, transicional e marinho raso.
A sequência devoniano-carbonífera foi depositada discordantemente sobre a seqüência mais antiga, e é relacionável ao Grupo Canindé.
A Formação Itaim foi depositada em sistemas deltaicos e de frente de leques deltaicos com influência de marés e de tempestades. Os folhelhos da base da unidade foram interpretados como sedimentos de pro-delta e os dois corpos de arenito regressivos do topo da seção, como depositados na frente deltaica.
Já a Formação Pimenteiras representa a ingressão marinha mais importante da bacia, e sua sedimentação aconteceu num ambiente de plataforma rasa dominada por tempestades. As feições indicam ciclicidade deposicional, e uma mudança de tendência transgressiva para regressiva na passagem gradacional para a Formação Cabeças, que se formou em ambiente plataformal sob a influência de correntes desencadeadas por processos de marés.
As rochas da Formação Languá, também foram depositadas em ambiente plataformal dominado por tempestades, e a regressão que precedeu a sedimentação Poti pode estar ligada ao aumento das capas de gelo do Continente Gondwana.
Na Formação Poti a deposição ocorreu em deltas e planícies de maré, às vezes sob a influência de tempestades. O contato superior com a Formação Piauí é discordante, erosivo.
Após a deposição dessa formação, movimentos epirogênicos ascendentes e uma regressão de extensão global teriam conduzido à erosão na bacia, provavelmtente em resposta à Orogênese Eo-herciniana.
A sequência carbonífero-triássica se relaciona com as rochas do Grupo Balsas. A deposição dessa seqüência coincidiu com as mudanças ambientais e tectônicas profundas na região ocupada pela Bacia do Parnaíba, mares abertos com ampla circulação e clima temperado, condições prevalecentes até então, passaram a ser restritos, rasos e o clima quente e árido. Uma regressão de alcance mundial ocorrida no final do Permiano-início do Triássico provavelmente é a causa da progressiva desertificação e a retirada definitiva do mar epicontinental dessa bacia, que culminou com o estabelecimento do amplo deserto no qual foram depositados os arenitos Sambaíba.
A Formação Piauí é interpretada como ambiente fluvial com contribuição eólica e breves incursões marinhas, num clima semi-árido a desértico.
A Formação Pedra de Fogo foi depositada num ambiente marinho raso a litorâneo com planícies de sabkha, sob ocasional influência de tempestades. Ciclos deposicionais podem ser identificados na sucessão de camadas desta unidade. Os contatos são concordantes com as formações adjacentes.
Na Formação Motuca os sedimentos foram depositados num sistema desértico, com lagos associados.
E por fim, na Formação Samambaia, identificam-se estratificações cruzadas de grande porte, contendo diversas feições típicas de sedimentos eólicos caracterizam rochas de um sistema desértico com contribuição fluvial.
A subsidência que culminou na deposição da sequência Jurássica teve como origem o
peso das rochas básicas Mosquito, que se somou ao da carga sedimentar então existente. O final dessa fase sedimentar teria sido uma conseqüência das atividades tectônicas concernentes à abertura do Atlântico Equatorial.
No Cretáceo, os depocentros deslocaram-se da região central para as proximidades do extremo norte e noroeste da bacia, como reflexo da abertura do Atlântico. No caso dos depósitos marinhos, diferentemente das seqüências anteriores, as transgressões e regressões provieram desse oceano, então no estágio inicial de seu desenvolvimento.

## Geologia Estrutural

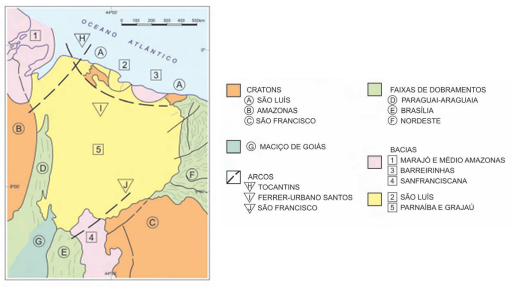
Limites Estruturais das bacias do Parnaíba, Grajaú e São Luís.

Os limites com o embasamento são efetuados ao norte pelo Cráton de São Luís; a oeste pelo Cráton do Amazonas, a Faixa de Dobramentos Paraguai-Araguaia e o Maciço de Goiás; ao sul pela Faixa de Dobramentos Brasília, e a leste pelo Cráton do São Francisco e pela Faixa de Dobramentos Nordeste. A compartimentação estrutural é feita pelo Arco do Tocantins localizado a noroeste, separando-a das bacias de Marajó e Médio Amazonas; pelo Arco de São Francisco situado a sul e sudeste, separando-a da Bacia Sanfranciscana.
Foram reconhecidas as estruturas do Ciclo Brasiliano que atuaram na compartimentação da Bacia, durante o Paleozóico. São pertencentes à direção nordeste do Lineamento Transbrasiliano, noroeste do Lineamento Picos-Santa Inês e norte-sul do Lineamento Tocantins-Araguaia.

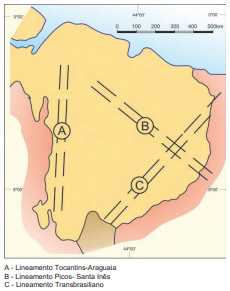
Estruturas do Ciclo Brasiliano que compartimentaram a bacia no Paleozóico.

Após o término do Ciclo Brasiliano (Cambro-Ordoviciano), por subsidência termomecânica, os grabens foram preenchidos pelo progressivo afundamento ao longo das faixas tectonicamente instáveis, a partir do final do Ordoviciano.
No Carbonífero, o principal evento tectonoestrutural foi o arqueamento do Alto do Rio Parnaíba, deslocando o depocentro da bacia para noroeste. No Permiano, a Antéclise Tocantins-Araguaia e o Arco Tocantins se elevaram, e as comunicações entre as Bacias Amazonas e Parnaíba foram encerradas. Na continuidade até o Triássico, a área deposicional foi deslocada para o centro da bacia finalizando o ciclo de deposição continental. No Mesozóico, os principais elementos tectônicos regionais foram a estrutura de Xambioá, de orientação leste-oeste, situado no centro da bacia; o Arco Ferrer-Urbano Santos, delimitando as pequenas bacias marginais associadas à abertura do Atlântico Sul Equatorial, e o Alto do Rio Parnaíba.
No Jurássico e Cretáceo, rochas de ambientes distensionais indicam os efeitos da separação dos continentes. Essas rochas seriam derrames e diques de diabásio. As unidades litoestratigráficas do Cretáceo Inferior e início do Cretáceo Superior estão associadas com a subsidência relacionada ao desenvolvimento do rifte atlântico. A presença de falhas cortando as seções mais novas indica muita atividade neotectônica possivelmente relacionada com a migração da placa sul-americana para noroeste sobre um manto termalmente não muito uniforme.

## Recursos Minerais
A Bacia do Parnaíba tem hoje a 2ª maior produção de gás em terra e responde por aproximadamente 7% da produção de gás natural do Brasil, com reservas provadas na ordem de 15,3 bilhões de m³ (dados de dezembro de 2016). Atualmente existem 25 blocos em concessão na bacia, perfazendo cerca de 66.900,67 km².
Os esforços exploratórios para hidrocarbonetos na bacia do Parnaíba ocorreram em quatro fases, sendo elas: Levantamento geológico de superfície e perfuração de dois poços (1950); Criação da Petrobrás, mapeamento geológico, interpretação fotogeológica, gravimetria, levantamentos localizados de sísmica e a perfuração de 25 poços exploratórios, que culminaram na detecção de bons indícios para de óleo e gás (1953-66); Novas campanhas de sísmica e aeromagnetometria e campanha exploratória na porção central-noroeste da bacia com uso da sísmica de reflexão. Como resultado foram perfurados sete poços exploratórios (1975 - 1997); Criação da ANP e rodadas de Licitação (1997 em diante).
A principal rocha geradora identificada na Bacia do Parnaíba são os folhelhos marinhos radioativos parcialmente bioturbados ricos em matéria orgânica pertencentes à Formação Pimenteiras, que tem o potencial para geração de hidrocarbonetos classificado de bom a muito bom baseado em conteúdo de COT. Com isso, o principal sistema petrolífero, observado nos três campos atualmente em produção, é o sistema Pimenteira-Cabeças, sendo o reservatório em arenitos deltaicos da Formação Cabeças[1]. Outros reservatórios também são estudados, como o do sistema Pimenteiras-Poti, no qual os reservatórios são formados por
Arenitos de porosidade variando entre 6 e 21%, ou o sistema Pimenteiras-Piauí, cujo reservatório compreende sedimentos neocarboníferos continentais a costeiros.

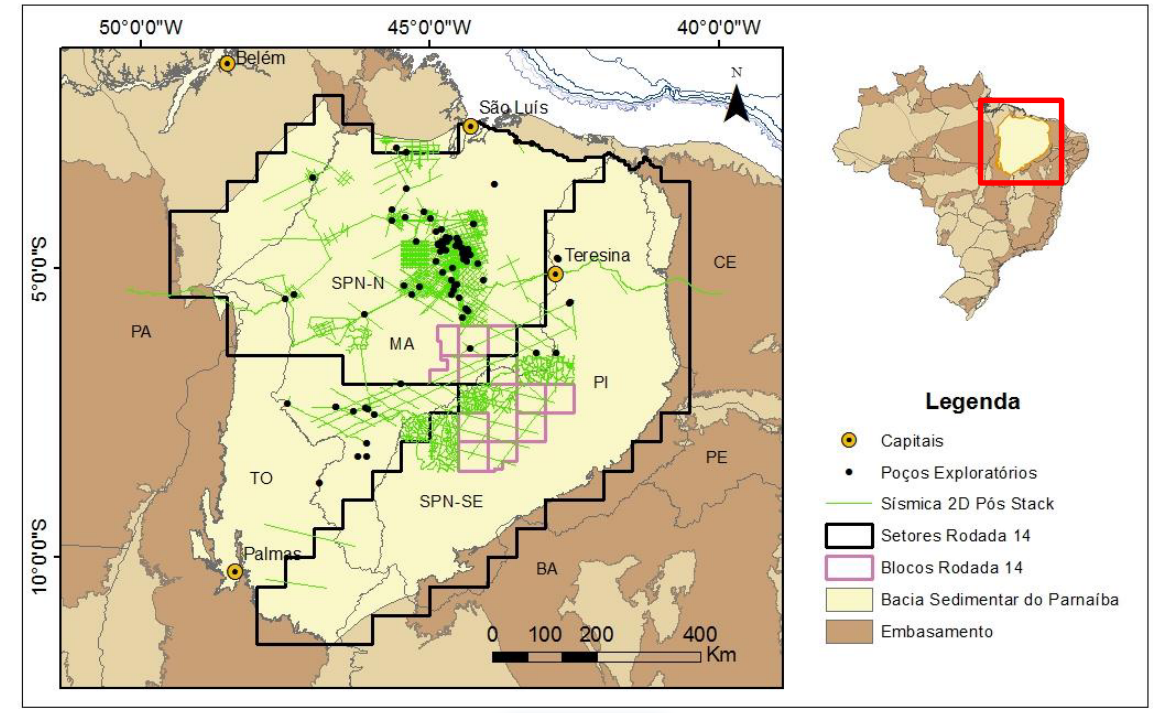
Mapa com distribuição dos dados sísmicos e de poços na região dos blocos da R14 na Bacia do Parnaíba.

## Estudos paleontológicos

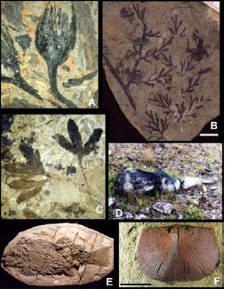
Alguns exemplares fósseis da bacia do Parnaíba. A) estrutura reprodutiva feminina em forma de cúpula de pteridospermas primitivas, Formação Poti; B) fronde de Diplothmema gothanica, uma pteridosperma primitiva tipica do Mississipiano, Formação Poti; C) esporangios de Kegelidium lamegoi, uma pteridosperma primitiva, Formação Poti; D) caule de Psaronius de base completa, Fm. Pedra do Fogo; E) Lepidotes piauhyensis, um peixe do Jurássico, Formação Pastos Bons (comprimento = 290mm; F) Pleurochonetes freitasi, um braquiópode do Devoniano Médio, Formação Cabeças (barras de escala igual a 10mm).

O registro paleontológico da bacia do Parnaíba é bastante rico e diversificado, tendo sido objeto de estudos desde o século 19.
O Grupo Canindé possui poucos registros de macrofósseis vegetais. No membro inferior da Formação Pimenteiras são reportados alguns restos de prováveis algas ou briófitas primitivas (Spirophyton). Já no superior, além de algas nematófitas (Spongiophyton), ocorrem fragmentos de pequenas licófitas terrestres (Paleostigma, Protolepidodendron, Archaeosigillaria), indicando depósitos proximais à costa. Em sedimentos tidos como membro inferior da Formação Cabeças, foram encontrados restos de uma única licófita primitiva (Haplostigma).
Por outro lado, o registro de microfósseis vegetais é abundante nestas unidades, incluindo elementos marinhos e terrestres, e permitindo inclusiva a datação das mesmas. Entre os marinhos, é comum a presença de acritarcas, quitinozoários e algas tasmanáceas (Tasmanites) em determinados níveis das unidades devonianas e mesmo da Formação Longá. Os esporos, por sua vez, são abundantes e relativamente diversificados, e incluem algumas forma-guias encontradas do Devoniano Médio ao Carbonífero inferior (Tournaisiano).
Em termos de conchas e carapaças de invertebrados, foram conservados moldes de proveniência marinhas de plataforma rasas, típicas do Devoniano. Nelas predominam restos fossilizados de braquiópodes, seguidos em abundância por bivalves e, em menor número, por crinóides, Tentaculites, trilobitas, gastrópodes, conulárias e hiolitídeos. Entre os afloramentos da Formação Pimenteira, destacam-se o das proximidades da cidade de Itainópolis, onde arenitos portadores de associações dominadas pelo braquiópode Tropidoleptus carinatus indicam deposição próxima à linha de costa, e os da região de Picos, de onde procedem espécimes de grandes trilobitas homalótidas (Burmeisteria notica), alguns enrolados no interior de concreções ferruginosas.
Já os macrofósseis de invertebrados da Formação Cabeças estão restritos à sua porção basal e geralmente associados a depósitos de tempestades. São abundantes em várias localidades na região da cidade de Picos e nas redondezas de Pimenteiras, Piauí. A forma mais abundante encontrada é o braquiópode Pleurochonetes comstocki, descrito originalmente para a Formação Ererê da bacia do Amazonas.
A Formação Poti é rica em macro e microfósseis vegetais, sendo que os macrofósseis abundam em direção ao topo da unidade, e o conteúdo palinológico (micro e megásporos) indica uma idade viseana para a formação. Entre os megasporas há espécies relacionadas aos gêneros Lagenoisporites, Duosporites, Triletes, Setosisporites e Cystosporites, enquanto que na megaflora predominam as folhagens (Diplothmema, Aneimites/Adiantites, “Triphyllopteris”, Nothorhacopteris, Sphenopteridium, Fryopsis) e estruturas reprodutivas (Kegelidium, Calymmatotheca) de primitivas pteridospermas. Restos de Paulophyton, uma enigmática planta de hábitos psilofítico, são abundantes, e as licófitas (“Lepidodendropsis”) e esfenófitas (Archaeocalamites) são raramente registrada.
Os mares epicontinentais do Carbonífero (Mesopensilvaniano) da bacia foram mais quentes que os do Devoniano, e permitiram a deposição de carbonatos presentes na base do Grupo Balsas. Nesses sedimentos desenvolveu-se a fauna de invertebrados marinhos da Formação Piauí, correlacionável à da Formação Itaituba do Pensilvaniano da bacia do Amazonas. Nesses calcários, que afloram atualmente no flanco leste da bacia, predominam os moluscos (bivalves e gastrópodes), juntamente com braquiópodes, uma espécie de cefalópode, uma de trilobita e uma de briozoário. De um modo geral, os calcários estão associados a ambientes costeiros rasos, com estruturas de retrabalhamento por ondas de marés e tempestade, onde predominam formas filtradoras de bivalves e briozoários e um alto grau de retrabalhamento dos bioclastos. Entretanto, ocorrem também fácies interpretadas como de ambiente mais restrito ou pouco mais profundo, onde predominam restos de braquiópodes com baixo grau de retrabalhamento. A Formação Piauí apresenta escassos restos de megafósseis relacionados às esfenófitas (Calamites) e fetos (Pecopteris). No entanto, a microflora mostra-se bem mais diversificada, apresentando certa abundância de esporos e pólens não bem estudados até hoje, mas que indicam a época pennsylvaniana do depósito.
A sobrejancente Formação Pedra de Fogo é caracterizada pela abundância de caules silicificados no topo da unidade, famosos por suas características anatômicas únicas e excelente estado de conservação. Entre estes predominam os pseudocaules de fetos arborescentes da Ordem Marattiales (Psaronius, Tietea), que ocorrem associados a caules de esfenófitas (Arthropitys) e gimnospermas (Cyclomedulloxylon). Florestas petrificadas com vegetais em posição de vida tem sido documentadas, como às margens do Rio Poti, em Teresina. No entanto, menos famosos são os restos de licófitas (Cyclostigma) e esfenófitas (Sphenophyllum, Calamites) e fetos (Pecopteris) preservados na forma de compressões/impressões, registrados desde a porção média até a superior da unidade. A Formação Pedra de Fogo registra uma microflora variada e relativamente abundante, onde predominam grãos de pólen alados cujas idades abrangem todo o Permiano.
A Formação Motuca também apresenta uma megaflora similar à da Formação Pedra de Fogo, porém ainda não bem estudada. Entre os elementos presentes há pseudocaules de fetos (Psaronius, Dernbachia, Grammatopteris, Tietea) e caules de esfenófitas (Arthopitys) e gimnospermas, e impressões de fetos (Pecopteris), esfenófitas (Paracalamites), cordaitaleanas (Cordaites) e sementes.
Acima do Grupo Mearim, nos sedimentos pelíticos aptianos da Formação Codó ocorrem restos de moluscos biválvios (representados por bancos de ostras) e gastrópodes, além de ostracodes, conchostráceos e insetos.
No Grupo Itapecuru, Formação Alcântara, restos fósseis de bivalves das famílias Mytilidae, Inoceramidae, Pectinidae, Plicatulidae, Limidae, Ostreidae, Trigonidae e Mactridae possibilitaram a inferência de uma fácies estuarina para a unidade na área de São Luís, Maranhão. Já a presença de moluscos dulcícolas (Anodontites e Castalia) em diversos afloramentos de arenitos calcíferos e intercalações carbonáticas ao longo do rio Itapecuru, nos municípios de Itapecuru-Mirim e Cantanhede, Maranhão, assim como sua associação com conchostráceos cizicídeos, indicaria clima quente com alta taxa de evaporação para essa região, onde se desenvolviam corpos d'água de alta alcalinidade. Gastrópodes viviparídeos e biválvios da família Hyriidae também foram identificados no Grupo Itapecuru, indicando ambiente fluvial, ao qual se associavam corpos aquáticos lênticos com relativa profundidade e perenidade. Em depósitos lacustres hoje submersos pelas águas da represa formada pela barragem de Boa Esperança, preservou-se uma flora conhecida como “Tafoflora das camadas Nova Iorque”. Esta flora é composta por restos foliares de angiospermas das ordens Fabales, Laurales, Sapindales, Malvales, Ebenales e Liliales, além de uns poucos frutos.
A microflora correspondente não se encontra totalmente estudada, mas é indicativa de uma idade pliocena. De idade provavelmente correlata, há também a flora fóssil da Formação Pirabas, que é composta por restos de angiospermas das famílias Caryocaraceae, Chrysobalanaceae, Dilleniaceae, Ebenaceae, Euphorbiaceae, Lauraceae, Melastomataceae, Meliaceae, Myrtaceae, Nyctaginaceae, Rapateaceae, Rhyzophoraceae, Bubiaceae, Rutaceae, Sapindaceae, Theaceae e Tiliaceae. Entre os grupos de invertebrados fósseis conhecidos da Formação Pirabas destacam-se os moluscos e entre eles os biválvios da família Pectinidae, geralmente muito bem preservados, conservando sua concha de carbonato de cálcio.